# King Diamond
King Diamond, ursprungligen Kim Bendix Petersen, född 14 juni 1956 i Köpenhamn, är en dansk heavy metal-sångare.
Han är numera mest känd för sin extrema falsettsång, teatersmink (i hårdrockskretsar kallat corpsepaint) och även för sina komplicerade och skrämmande konceptalbum.

## Biografi
I unga dagar spelade han gitarr i bandet Brainstorm innan han hoppade av och gick över som sångare i rockbandet Black Rose. Det var där han började experimentera med sin senare så kända, sataniska och teatrala skräckimage. 
År 1980 stiftade han bekantskap med musikerna Hank Shermann, Michael Denner och Timi Hansen, med vilka han senare startade det kultförklarade bandet Mercyful Fate. Det var nu som Kim blev känd under sitt alter-ego King Diamond. Med ockult lyrik om satanistiska ceremonier och en blandning av rak hårdrock och rockopera blev bandet snabbt både kända och ökända. Efter två album, Melissa och Don't Break The Oath, splittrades bandet på grund av medlemmarnas olika musikala åsikter om bandets framtid. Mercyful Fate återförenades dock senare under 1990-talet och släppte några skivor med så gott som hela originaluppsättningen.
Inte långt efter splittringen tog King Diamond tillfället i akt att starta ett soloprojekt. Han hade länge drömt om att få göra renodlade konceptskivor baserade på de olika skräckberättelser han ruvade på, dessa idéer hade dock ratats av medlemmarna i Mercyful Fate. Han värvade snabbt ett "kompband" (varav flera av medlemmarna var från Mercyful Fate) och spelade in skivan Fatal Portrait. Efter debutskivan gjorde King Diamond den skiva som av många beskrivs som hans mästerverk, Abigail. Samtidigt gör bandet sig känt för sina spektakulära scenshower där frontmannen oftast, likt en teater, spelar upp berättelserna från skivorna under uppträdandet. Showerna kan jämföras med King Diamonds idol Alice Coopers scenframträdanden.  
Senare släpper bandet skivor som Conspiracy, The Eye, Abigail II: The Revenge, House Of God och The Puppet Master. King Diamond medverkade även på Dave Grohls skiva Probot som är en slags hyllningsskiva till de sångare/musiker som influerat Dave.
Senare återförenades King Diamonds gamla band Mercyful Fate samtidigt som King Diamond även hade sitt soloband. År 1996 begav de sig ut på Europaturné tillsammans med Mercyful Fate som förband åt King Diamond. King Diamond har således spelat förband åt sig själv.
Den 29 juni 2007 släpptes King Diamonds senaste skiva, Give Me Your Soul...Please. Hösten 2007 skulle King Diamond börjat en Europaturné, men på grund av svåra ryggsmärtor blev turnén inställd. Det var även tänkt att en turné skulle hållas i USA 2008 och eventuellt en Europaturné efter den, men även dessa fick ställas in på grund av ryggproblemen. King Diamond gjorde ett framträdande på Ozzfest den 9 augusti 2008.
Nuförtiden bor Petersen i Texas.

## Religion
Trots att större delen av Mercyful Fates och King Diamonds låtar är byggda på satanism, så har King i en danskspråkig intervju från 2006  berättat att han inte lever efter någon bestämd religion eller tro, och ansett att det är logiskt omöjligt att bevisa att det finns eller inte finns någon gud eller djävul. I intervjun berättar han att han har nått en punkt i sitt liv där han har gett upp att tro på något religiöst.

## Diskografi
Album
- 1986 – Fatal Portrait
- 1987 – Abigail
- 1988 – Them
- 1988 – The Dark Sides
- 1989 – Conspiracy
- 1990 – The Eye
- 1991 – In Concert 1987: Abigail
- 1995 – The Spider's Lullabye
- 1996 – The Graveyard
- 1998 – Voodoo
- 2000 – House Of God
- 2002 – Abigail II: The Revenge
- 2003 – The Puppet Master
- 2004 – Deadly Lullabyes
- 2007 – Give Me Your Soul...Please

Singlar
- 1985 – "No Presents For Christmas"
- 1986 – "Halloween"
- 1987 – "The Family Ghost"
- 1988 – "Welcome Home"
- 1990 – "Eye of the Witch"
- 2019 – "Masquerade of Madness"

## Medlemmar genom åren
- King Diamond (1985– )
- Pontus Egberg (2014– )
- Andy La Rocque (1985– )
- Mike Wead (2000– )
- Hal Patino (1987–1990, 2000–2014)
- Matt Thompson (2000–)
- Michael Denner (1985–1987)
- Mike Moon (1987)
- Pete Blakk (1987–1990)
- Timi Hansen (1985–1987)
- Mikkey Dee (1985–1989)
- Snowy Shaw (1989–1990)
- Herb Simonsen (1995–1998)
- Chris Estes (1995–2000)
- Darrin Anthony (1995–1997)
- Glen Drover (1998–2000)
- Dave Harbour (2000)
- John Hébert (1997–2000)